# Echter Voetbal Vereniging
L'Echter Voetbal Vereniging, comunemente noto come EVV Echt o EVV, è una squadra di calcio olandese con sede a Echt, nel comune di Echt-Susteren.

## Storia
L'EVV Echt fu fondato il 26 giugno 1926. Fino al 2009/2010 ha disputato la Hoofdklasse, il massimo livello dei campionati dilettantistici olandesi, con l'istituzione della Topklasse come massimo campionato dilettantistico nella stagione 2010/2011, è passato in Topklasse

## Stadio
L'EVV Echt disputa le sue partite casalinghe nello stadio Sportpark "In De Bandert", che può contenere 2000 persone.